# Buick Riviera (film)
Pour plus de détails, voir Fiche technique et Distribution.
Buick Riviera est un film croate réalisé par Goran Rušinović, sorti en 2008.

## Synopsis
Hasan Hujdur, un musulman de 42 ans d'origine bosnienne, vit dans le Dakota du Nord. Il possède une Buick Riviera dans laquelle il se sent en sécurité mais sa femme veut qu'il l'a vende.

## Fiche technique
- Titre : Buick Riviera
- Réalisation : Goran Rušinović
- Scénario : Miljenko Jergović et Goran Rušinović
- Musique : Branislav Zivkovic
- Photographie : Igor Martinovic
- Montage : Vladimir Gojun et Miran Miosic
- Production : Kate Barry et Boris T. Matic
- Société de production : Propeler Film, Tradewind Pictures, Refresh Production et Platform Productions
- Pays :  Croatie
- Genre : Drame
- Durée : 86 minutes
- Dates de sortie : 
  -  Croatie : 20 juillet 2008 (festival du film de Pula)

## Distribution
- Slavko Štimac : Hasan Hujdur
- Leon Lučev : Vuko
- Aimee Klein : Angela
- Krissy Lynn Hibbard : Sara
- Alem Kljako : le père
- Sanela Mahir : la mère

## Distinctions
Lors du festival du film de Sarajevo, le film a remporté le Cœur de Sarajevo du meilleur film et le prix FIPRESCI.